# Michael James Shaw
Michael James Shaw (nacido el 16 de septiembre de 1986) es un actor y escritor estadounidense de la ciudad de Nueva York. Es mejor conocido por su papel recurrente como el agente del FBI Daryl/"Mike" en la serie de televisión Limitless. Shaw también ha tenido un papel recurrente en Constantine como Papa Midnite y tuvo un papel en varios cortos como Don-o-mit e y Today _ _ cks. También tuvo un pequeño papel en Roots como Marcellus. Shaw interpretó a Corvus Glaive en las películas del Universo cinematográfico de Marvel avengers: Infinity War y avengers: Endgame.

## Primeros años
El primer papel protagónico de Shaw fue como el lobo feroz en su producción de jardín de infantes de The Three Piggy Opera en Madison Street School of Basics Plus en Ocala, Florida. Shaw se graduó de Vanguard High School en 2005. Al graduarse de la escuela secundaria, Shaw pasó sus años de pregrado en la Universidad Howard. Luego tomó un programa de maestría en la Escuela Juilliard.

## Filmografía

### Televisión
| Año           | Título             | Papel                                 | Notas                   |
| ------------- | ------------------ | ------------------------------------- | ----------------------- |
| 2008          | The Wire           | Vagabundo                             | Sin acreditar           |
| 2011          | Today _ _ cks      | Carter                                | Cortometraje            |
| 2012          | Brutus             | Caesar                                | Cortometraje            |
| 2012          | Lispenard          | Samba                                 | Cortometraje            |
| 2014          | Don-o-mite         | Don-o-mite                            | Cortometraje            |
| 2014          | Roulette           | Jason                                 | Cortometraje / Escritor |
| 2014–2015     | Constantine        | Papa Midnite                          | 3 episodios             |
| 2015–2016     | Limitless          | Agente del FBI Daryl/"Mike"           | 14 episodios            |
| 2016          | Roots              | Marcellus                             | Episodio: "Part 3"      |
| 2016          | Desire in New York | Jay                                   | Película de televisión  |
| 2017          | Bull               | FBI Agent Rick Jarvis                 | 2 episodios             |
| 2017          | Blue Bloods        | Ronald Lloyd: Warrior Kings Gang Boss | Episodio: "In and Out"  |
| 2019–presente | Blood & Treasure   | Aiden Shaw                            | Protagonista            |
| 2019          | The Enemy Within   | Desmond Visser                        | 2 episodios             |
| 2021–2022     | The Walking Dead   | Michael Mercer                        | 15 episodios            |

### Cine
| Año  | Título                 | Papel         | Notas                       |
| ---- | ---------------------- | ------------- | --------------------------- |
| 2016 | Wiener-Dog             | Fantasy       |                             |
| 2018 | avengers: Infinity War | Corvus Glaive | Captura de movimiento y voz |
| 2019 | avengers: Endgame      | Corvus Glaive | Captura de movimiento y voz |